# 330e régiment d'artillerie
Pour les articles homonymes, voir 330e régiment.
Le 330e régiment d'artillerie lourde (330e RAL) est une unité militaire française créée le 1er mars 1918 et dissoute en mars 1919.

## Création et différentes dénominations
- 1er mars 1918 : création
- mars 1919 : dissous

## Historique
Le régiment est formé le 1er mars 1918 avec l'organisation suivante :
- Ier groupe, issu du 121e RAL[1] et équipé de canons de 155 L modèle 1877,
- IIe groupe, ex-IXe groupe du 110e RAL et équipé de canons de 155 C modèle 1915 Schneider[2],
- IIIe groupe, ex-Xe groupe du 110e RAL[1], 155 C modèle 1915 Schneider.

En août 1918, le I/|330e RAL devient le III/130e RAL. Un nouveau Ier groupe arrive du 331e RAL, équipé de 155 C modèle 1915 Schneider.
Le régiment est dissout en mars 1919.